# De chair et de sang (roman)
De chair et de sang (titre original : Flesh and Blood) est un roman de John Harvey publié en 2004 en Angleterre et en 2005 en France dans la collection Rivages/Thriller puis Rivages/Noir en 2007 avec le numéro 652. 
C’est le premier roman d’une série consacrée à Frank Elder, inspecteur principal démissionnaire qui a exercé ses fonctions pendant trente ans au commissariat de Nottingham.

## Résumé
Frank Helder, divorcé de sa femme qui le trompait, s’est réfugié en Cornouailles. Des souvenirs professionnels le hantent. En particulier, une affaire non résolue : celle de Susan Blackblock, adolescente disparue en 1988. Il soupçonnait deux psychopathes condamnés à l’époque pour le viol et le meurtre d’une autre adolescente. L’un d’entre eux va sortir de prison en liberté conditionnelle. Frank Elder quitte alors son refuge pour reprendre l’enquête.

## Prix et récompenses
Ce roman a reçu en 2004 le Silver Dagger et le Barry Award (US) du meilleur roman britannique.

## Autour du livre
Le roman est précédé de deux citations extraites de David Copperfield de Charles Dickens et du Roi Lear de William Shakespeare.